# Списак сликара/Ђ
| Сликари: A Б В Г Д Ђ Е Ж З И Ј К Л Љ М Н Њ О П Р С Т Ћ У Ф Х Ц Ч Џ Ш |

## Ђ
Ђовани Ђакомети (1868—1933), швајцарски сликар
Аугусто Ђакомети (1877—1947), швајцарски сликар
Алберто Ђакомети (1901—1966), швајцарски вајар и сликар
Орацио Ђентилески (1563—1639), италијански сликар
Артемизија Ђентилески (1593—1651), италијанска сликарка
Лука Ђордано (1632—1705), италијански сликар
Ђорђоне (1478—1510), италијански сликар
Ђото (1267—1337), италијански сликар и архитекта
Павел Ђурковић (1772—1824), српски сликар
Миодраг Ђурић (Дадо) (рођен 1933), српски сликар
| Сликари: A Б В Г Д Ђ Е Ж З И Ј К Л Љ М Н Њ О П Р С Т Ћ У Ф Х Ц Ч Џ Ш |